# Benedikt Wilhelm von Droste zu Erwitte

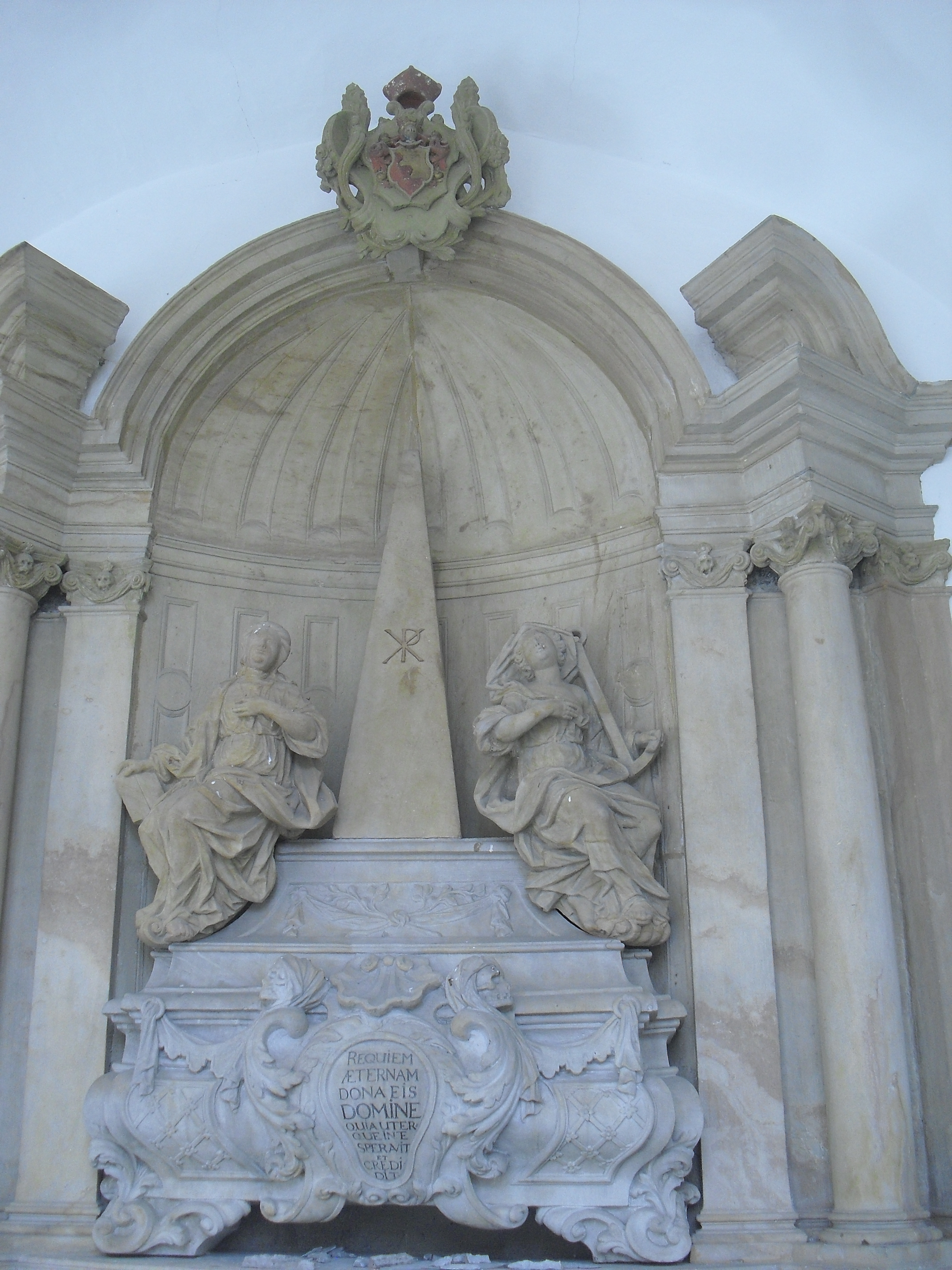
Epitaph der Brüder Ferdinand Friedrich und Benedikt Wilhelm Droste zu Erwitte im Paderborner Dom

Benedikt Wilhelm Arnold Freiherr von Droste zu Erwitte (* vor 1700; † 1741) war Landdrost und Domherr in Paderborn.

## Leben
Benedikt Wilhelm Arnold von Droste zu Erwitte entstammte dem alten westfälischen Adelsgeschlecht Droste zu Erwitte, welches in der Mitte des 18. Jahrhunderts erlosch und seinen Namen nach dem Haus Erwitte trug. Er war der Sohn des Engelbert von Droste zu Erwitte und dessen Gemahlin Theresia Maria Anna von der Horst. Seine Geschwister waren Ferdinand Friedrich (1683–1728, Domherr in Paderborn und Münster), Johann Philipp (1684–1734, Domherr), Caspar Ferdinand, ⚭ mit Juliana Elisabeth von Ketteler, Eltern von Ferdinand Philipp (1710–1736, Domherr) und Engelbert Dietrich (1725–1769, Dompropst in Hildesheim), Friedrich (Franziskaner, Propst zu Holzkirchen) und Maria, ⚭ Heinrich Dietrich von Ketteler. Sein Onkel Placidus von Droste war von 1678 bis 1700 Fürstabt in Fulda.
Über seinen Werdegang und sein Wirken ist wenig bekannt. Im Jahre 1706 erhielt er die Dompräbende in Paderborn, auf die zuvor der Domherr Ferdinand Anton von Fürstenberg verzichtet hatte. Papst Clemens XI. bestätigte am 13. Mai 1711 diesen Vorgang und teilte seine Entscheidung den Domherren Ignaz Freiherr von der Asseburg und Ferdinand Friedrich, seinem Bruder, mit. Benedikt Wilhelm war Kammerpräsident in Paderborn und war als Vormund über die Kinder von Westphalen am 8. Februar 1730 an einem Rechtsstreit vor dem Reichskammergericht beteiligt.
Im Dom zu Paderborn befindet sich sein Epitaph, das zugleich seinem Bruder Ferdinand Friedrich gewidmet ist.